# Takahito Soma
Takahito Soma (Kanagawa, 10 december 1981) is een Japans voetballer.

## Clubcarrière
Soma speelde tussen 2003 en 2011 voor Tokyo Verdy, Urawa Red Diamonds, Marítimo en Energie Cottbus. Hij tekende in 2011 bij Vissel Kobe.